# Zustandsgleichung von Berthelot
Die Berthelotsche Zustandsgleichung ist eine angenäherte Zustandsgleichung, also eine Formel, die den Zusammenhang zwischen thermodynamischen Zustandsgrößen beschreibt. Sie wurde um 1900 vom französischen Chemiker Daniel Berthelot (1865–1927), Sohn von Marcelin Berthelot, formuliert.

## Beschreibung
Mit der Berthelotschen Gleichung lassen sich die Eigenschaften eines realen Gases beschreiben. Im Gegensatz zur weiter verbreiteten Van-der-Waals-Gleichung ist der Teil der Formel, der die anziehenden Kräfte beschreibt, von der Temperatur abhängig. Die Gleichung lautet:
{\displaystyle \left(p+{\frac {an^{2}}{TV^{2}}}\right)(V-nb)=nRT}
bzw.
{\displaystyle \left(p+{\frac {a}{TV_{\mathrm {m} }^{2}}}\right)(V_{\mathrm {m} }-b)=RT}.
Die einzelnen Formelzeichen stehen für folgende Größen:
- {\displaystyle p} – Druck
- {\displaystyle T} – Temperatur
- {\displaystyle V} – Volumen
- {\displaystyle R} – universelle Gaskonstante
- {\displaystyle n} – Stoffmenge
- {\displaystyle a} – Kohäsionsdruck
- {\displaystyle b} – Kovolumen
- {\displaystyle V_{\mathrm {m} }} – Molares Volumen

Die Berthelotsche Gleichung wird auch oft anstatt der Zustandsgleichung von Dieterici verwendet, da diese an bestimmten kritischen Punkten komplex werden kann. Sie liefert beispielsweise befriedigende Werte für die Volumina von Dampf bzw. Flüssigkeit von Ar, Kr, Xe, N2, O2, CO und CH4 im Bereich des Flüssig-Dampf-Gleichgewichts, wo die Dieterici-Gleichung weniger geeignet ist.
Die Berthelotsche Gleichung war vermutlich die Grundlage für die Entwicklung der Redlich-Kwong-Zustandsgleichung (1949), welche wiederum den Ausgangspunkt für die Soave-Redlich-Kwong-Zustandsgleichung (1972) bildet. 